# اشتیاق ورونیکا فوس
اشتیاق ورونیکا فوس (آلمانی: Die Sehnsucht der Veronika Voss) فیلمی در ژانر درام به کارگردانی راینر ورنر فاسبیندر است که در سال ۱۹۸۲ منتشر شد. از بازیگران آن می‌توان به پیتر برلینگ و آرمین مولر-اشتال اشاره کرد. این فیلم در ۱۹۸۲، برنده خرس طلایی از جشنواره فیلم برلین شده است.